# Rosyjskie Stowarzyszenie Pisarzy Proletariackich

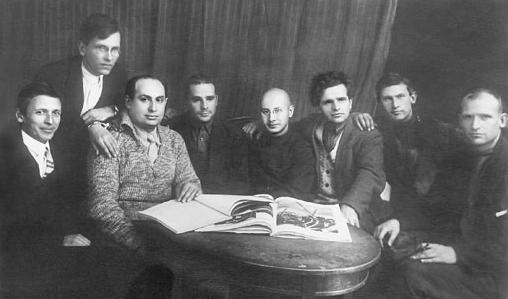
Zarząd RSPP pod koniec lat 1920'

Rosyjskie Stowarzyszenie Pisarzy Proletariackich, ros. Российская Ассоциация Пролетарских Писателей, РАПП − organizacja literacka istniejąca w ZSRR w latach 1925−1932, dążąca do unifikacji literatury traktowanej jako część walki klasowej. Organizacja wydawała pismo „Na litieraturnom postu”. Rozwiązana na mocy uchwały Komitetu Centralnego Komunistycznej Partii Związku Radzieckiego. Z RAPP związani byli m.in.: Władimir Majakowski, Michaił Szołochow i Aleksandr Fadiejew.